# Bettenkauf
Bettenkauf ist ein Sketch des deutschen Humoristen Loriot. Er zeigt zwei Paare, die sich in einem Bettengeschäft von einem Verkäufer beraten lassen. Neben der Parodie von Verkaufsgesprächen enthält er einige sexuelle Anspielungen. Der Sketch wurde im November 1977 als Teil der vierten Folge der Sendereihe Loriot ausgestrahlt. 1981 erschien der Sketchtext erstmals in gedruckter Form.

## Handlung
Ein älteres Ehepaar betritt ein Bettengeschäft, um ein Bett zu kaufen. Gleich zu Beginn des Verkaufsgesprächs verwirrt der Verkäufer namens Hallmackenreuther die beiden mit einer Vielzahl von Fachbegriffen wie „Schlaf-Sitz-Garnitur“ und „Couch-Dreh-Kombination“ und der Frage, ob sie parallel oder rechtwinklig liegen würden. Danach zeigt er ihnen das Modell Allegro. Während sie in diesem Bett probeliegen, bedient der Verkäufer ein jüngeres Paar, das durch die Fragen des Verkäufers nach der Liegeposition ebenfalls verwirrt ist. Er zeigt ihm daraufhin die Modelle Presto, Andante und Allegro, in dem noch immer das ältere Paar liegt. Auf den Rat des Verkäufers hin wechselt das ältere Paar danach zum Modell Presto, während das jüngere Paar nun Allegro ausprobiert.
Zum Streit zwischen den Männern kommt es, als der jüngere Allegro kaufen will. Auch der ältere Mann hat Interesse an dem Modell, muss aber feststellen, dass es ein Einzelstück ist. Der Verkäufer versucht den Streit zu schlichten, indem er beiden Paaren das Modell Andante als Alternative vorschlägt. Dies führt dazu, dass am Ende alle vier Kunden gemeinsam in diesem Bett liegen. Die Frauen schlafen beide ein, ihre Männer verlassen daraufhin das Geschäft. Der ältere gibt dem Verkäufer noch den Hinweis, dass seine Frau gern eine Tasse Tee mit Gebäck nehme, wenn sie aufwacht.

## Produktion und Veröffentlichung
Der Sketch entstand für die vierte Folge der Sendereihe Loriot von Radio Bremen, die ab August 1977 gedreht wurde. Das Bettengeschäft wurde dafür nach Entwürfen Loriots im Studio aufgebaut. Die Rolle des älteren Ehepaars übernahmen Loriot und Ingeborg Heydorn. Das jüngere Paar wurde von Heinz Meier und Evelyn Hamann gespielt. Den Verkäufer spielte Edgar Hoppe.
Die Folge wurde am 7. November 1977 im Deutschen Fernsehen ausgestrahlt. In der 1997 entstandenen Neuschnittfassung von Loriot ist der Sketch Teil der dritten Folge Von Mensch und Musik, Bett, Bratfett und Geselligkeit, die am 6. Mai 1997 im Ersten ausgestrahlt wurde. Außerdem war der Sketch 1988 in der Sendung Loriots 65. Geburtstag zu sehen.
Gedruckt erschien der Sketch erstmals 1981 im Sammelband Loriots Dramatische Werke. Darin ist er dem Kapitel Szenen einer Ehe zugeordnet. Seitdem ist er in mehreren weiteren Sammelbänden von Loriot erschienen.

## Analyse und Einordnung
Verkaufssituationen gehören zu den wiederkehrenden Motiven in Loriots Werken. Weitere Beispiele neben dem Bettenkauf sind die Sketche Herrenmoden und Vertreterbesuch. In diesen Sketchen setzt sich Loriot mit der Sprache von Verkäufern auseinander, die er selbst als „Katalogsprache“ bezeichnete. Beim Bettenkauf tauchen in den vom Verkäufer verwendeten Fachbegriffen die Wörter Garnitur, Kombination und Ensemble auf, die im Grunde alle dasselbe beschreiben. Damit parodiert Loriot die Methode der Werbesprache, einfache Konzepte hinter komplizierten Ausdrücken zu verbergen. Verkaufsituationen dienen Loriot aber auch zur Darstellung von scheiternder Kommunikation, ein zentrales Motiv seiner Arbeiten, wie er 1988 in einem Interview mit Hellmuth Karasek im Spiegel sagte: „[…] Kommunikationsgestörte interessieren mich am meisten. Alles, was ich als komisch empfinde, entsteht aus der zerbröselten Kommunikation, aus dem Aneinander-Vorbeireden, aus den Problemen, sich zu äußern, aber auch daraus, das Gesagte zu verstehen.“ Im Bettenkauf versteht das ältere Ehepaar die vielen Fachbegriffe in der ersten Frage des Verkäufers nicht, wie die Antwort des Mannes „Wir schlafen im Liegen“ verrät. Später antwortet der Mann auf die komplizierten Erklärungen zum Modell Allegro nur mit einem kurzen „Ach“, was auch andeutet, dass er die Aussagen des Verkäufers nicht verstanden hat.
Der Sketch weist auch Ähnlichkeiten zu Sketchen wie Deutsch für Ausländer und Eheberatung auf, die laut dem Germanisten Stefan Neumann vom „Kontrast zwischen Intimsphäre und einer sachlich-nüchternen Öffentlichkeit“ leben. Beim Bettenkauf schwingt das Thema Geschlechtsverkehr ständig mit, obwohl es nie ausdrücklich angesprochen wird. Gleich zu Beginn ist es dem älteren Ehepaar peinlich, auf ihre Schlafposition angesprochen zu werden. Ähnlich ergeht es dem jüngeren Paar. Als der Verkäufer von häufig wechselnden Positionen spricht, reagiert der jüngere Mann ungehalten. Geschlechtsverkehr wird auch angedeutet, als die jüngere Frau „in rhythmischen Bewegungen die Federung aus[probiert]“, wie es in den Regieanweisungen des veröffentlichten Sketchtextes heißt. Für den Germanisten Felix Stefan Reuter erweitern in diesem Zusammenhang auch die Bettennamen Andante, Allegro und Presto den sexuellen Kontext. Sie stehen in der Musik für verschiedene Tempi und deuteten damit langsame, schnelle bzw. ganz schnelle Bewegungen an.
Als der ältere Mann erfährt, dass das jüngere Paar nicht verheiratet ist, fragt er entsetzt, wofür sie denn dann ein Doppelbett bräuchten. Damit verweist er erneut auf potentiellen Geschlechtsverkehr. Der Sketch greift damit laut Reuter aber auch den Wertewandel auf, der in den 1970er Jahren in Bezug auf Sexualität vollzogen wurde. Für viele jüngere Menschen war die Ehe, anders als früher, nicht mehr Voraussetzung für gemeinsamen Sex. Dies wird auch durch die Aussage „Meine Frau hopst, wo sie will“ des jüngeren Mannes unterstützt, die so verstanden werden könne, dass seine Partnerin mit jedem schlafen könne.

## Ausgaben (Auswahl)
Bildtonträger
- Loriots Vibliothek. Band 6: Die Nudel oder die Frau als solche. Warner Home Video, Hamburg 1984, VHS Nr. 6.
- Loriot – Sein großes Sketch-Archiv. Warner Home Video, Hamburg 2001, DVD Nr. 1 (als Teil von Loriot 3).
- Loriot – Die vollständige Fernseh-Edition. Warner Home Video, Hamburg 2007, DVD Nr. 4 (als Teil von Loriot IV).

Bücher
- Loriots dramatische Werke. Diogenes, Zürich 1981, ISBN 3-257-01004-4, S. 135–141.
- Das Frühstücksei. Diogenes, Zürich 2003, ISBN 3-257-02081-3, S. 117–122.
- Gesammelte Prosa. Diogenes, Zürich 2006, ISBN 978-3-257-06481-0, S. 175–182.